# Mysz burska
Mysz burska (Mus orangiae) – gatunek gryzonia z rodziny myszowatych, występujący w Afryce Południowej.

## Systematyka
Gatunek został opisany naukowo w 1926 roku przez A. Robertsa, pierwotnie w rodzaju Leggada. Miejsce typowe znajduje się w prowincji Wolne Państwo w RPA, niedaleko miasta Vereeniging. Była uważana za podgatunek myszy karłowatej (Mus minutoides), ale obecnie uznaje się ją za osobny gatunek; na podstawie cech budowy czaszki sądzi się, że jest spokrewniona z myszą jeziorną (Mus setzeri).
Badania przeprowadzone w 2014 roku w oparciu o sekwencje cytochromu b wykazały, że M. orangiae powinien być traktowany jako synonim M. minutoides.

## Występowanie
Mysz burska występuje na płaskowyżu Wysoki Weld, w północnej części południowoafrykańskiej prowincji Wolne Państwo, oraz w Lesotho. Myszy z południowej części Wolnego Państwa także mogą być przedstawicielkami tego gatunku.

## Wygląd
Jest to bardzo mała mysz; samice osiągają długość od 56 do 69 mm (średnio 60,7 mm), samce od 52 do 63 mm (średnio 59,6 mm). Ogon jest krótszy od reszty ciała, ma długość od 36 do 39 mm (średnio 37,5 mm). Ma miękką sierść, grzbiet jest jasny, płowo-rudawy, spód ciała jest biały, wyraźnie oddzielony. Włosy grzbietu mają szarą nasadę i niekiedy czarne czubki; na bokach ciała brak jest czarno zakończonych włosów. Mysz ma spiczasty nos, długie wibryssy i dość długie, zaokrąglone brązowawe uszy. Kończyny są krótkie, z białawymi stopami; przednia noga ma cztery palce, tylna pięć; wszystkie są wyposażone w pazury. Samica ma cztery pary sutków.

## Tryb życia
Gryzonie te prowadzą nocny, naziemny tryb życia. Budują gniazda z trawy w stertach kamieni lub opuszczonych termitierach. Osobniki znane nauce były chwytane głównie na otwartych terenach porośniętych krótką trawą.

## Populacja
Mysz burska ma ograniczony zasięg występowania, informacje na temat jej liczebności są skąpe, ale sugerują, że jest niezbyt liczna. Międzynarodowa Unia Ochrony Przyrody uznawała ją za gatunek najmniejszej troski, ale gatunek jest słabo zbadany i ten status nie może być uznany za pewny. Także jego relacje filogenetyczne z innymi południowoafrykańskimi myszami wymagają dalszych badań.